# بيرنيوسي
بيرنيوسي (بالإنجليزية: Berneuse)‏ هو أحد جبال سلسلة جبال الألب البرنية وجزء من القمة الأم تاور دي أي يقع في Leysin, كانتون فود, سويسرا. يبلغ ارتفاع الجبل حوالي 2045 متر، بينما يبلغ ارتفاع نتوء الجبل 140 متر.